# Finta Sándor (tanár)
Finta Sándor (Győr, 1889. január 28. – 1950. augusztus 28.) író, költő, szombathelyi tanár, iskolaigazgató

## Élete
Apja csizmadiamester volt, de korán elhunyt. Anyja nevelte nagy nélkülözések közt két testvérével. Elemi iskoláit Győrött végezte, majd a győri bencés főgimnázium elvégzését követően 1908-ban szerzett tanítói és kántori oklevelet a Győri Királyi Katolikus Tanítóképző Intézetben. Nem tudott azonnal elhelyezkedni, ezért 1907-től segédszerkesztői munkát vállalt a Győri Hírlapnál.
1908 szeptemberétől egy évig Nagylózson kezdett tanítani. 1908-tól a Szent István-Társulat tagja volt. 1909 őszétől négy évig a győri magán elemi fiúiskola tanítója. Emellett az Ipariskolában is tanított. 1911-ben iskolája Alsó- és Felsőausztriai, majd egy hétre Münchenbe tanulmányi útra küldte. 1906-1907 között tűzoltó-tanfolyamon vett részt, 1909-ben elvégezte a gyorsíró tanfolyamot is. Párhuzamosan tanított a Győri Kereskedő Inasiskolában is. 1909-1913 között belső munkatársa, helyettes szerkesztője a győri Összetartás Politikai és társadalmi hetilapnak. 1911-ben alapítója és szerkesztője a győri Színházi Újságnak és az Iskolások Könyvtára című füzetsorozatnak. Az Összetartás beolvadt a Dunántúli Hírlapba, melynek 1913-1915 között belső munkatársa lett. 1913-1917 között a Győri Hírlapba is írt. Zabolai Mikes János szombathelyi püspök hívására 1913 szeptemberétől a szombathelyi római katolikus Püspöki Elemi Iskola tanítója lett. 1913-ban Szegeden elvégezte a tanítói továbbképző tanfolyamot. 1913-1918 között a Szombathelyi Újság és a Szombathelyi Kis Újság belső munkatársa volt. Az első világháború alatt önként jelentkezett katonai szolgálatra. 1917 márciusától 1918 decemberéig szolgált a Veszprémi Magyar Királyi 31. honvéd gyalogezredben, ezalatt hónapot a piavei fronton, zászlósi rangban. 1919 januárjában ért haza és alhadnagyként szerelt le, majd a Szombathelyi Békebíróság elnöke lett.
1926 végétől a Szombathely képviselőtestületének rendes tagja, majd a Színügyi bizottság tagja lett. 1924-1927 között a szombathelyi Eszperantó Egyesület nyelvtanára volt. 1927-1936 között a Szombathelyi Szépítő Egyesület titkára. 1941-ben hadnagyi rangban megbízták a füzesabonyi parancsnokság vezetésével.
1905-től verselt. A Győri Királyi Katholikus Tanítóképző önképzőkörében számos pályadíjat nyert. Első verse 1907-ben jelent meg a Győri Napló karácsonyi számában Úton címmel. 1908-ban a Néptanítók Lapja közölte Kalapács című versét. 1909 húsvét táján jelent meg az Életben Madonna című verse. Érettebb versei 1911-ben a Rettenthetetlen ólomkatona című verseskötetben jelentek meg. 1911-ben jelent meg a Harmatos virágok című gyermekversgyűjteménye és a Karácsonyest a mennyországban című mesejátéka. 1912-ben mutatták be Április című színpadi művét. 1917-ben barátaival megalapította a Nemzedékek katolikus írók könyvsorozatát, amely 1936-ig működött. 1919-ben szerkesztette a Dunántúli MOVE újság szépirodalmi rovatát. 1920-ban a szombathelyi Mi Újság hetilap felelős szerkesztője.
1929-től haláláig a Szent István Tudományos Akadémia tagja. 1920-tól az újjáéledő Szombathelyi Egyházmegyei Katolikus Tanítóegyesület alelnöke, majd 1924-től elnöke. 1923-tól a Magyar Történelmi Társulat rendes tagja volt. Ezen kívül az Egri Gárdonyi Géza Irodalmi Társaság, 1920-tól a Győri Kisfaludy Irodalmi Kör rendes tagja, 1925-től az Országos Pázmány Egyesület, a Szekszárdi Vas Gereben Irodalmi és Művészeti Társaság tagja. A Katolikus Tanítók Országos Szövetségének elnöke, az Actio Catholica egyik vezetője volt. 1939-től a Sajtókamara II. osztályának tagja lett.

## Elismerései
- 1929 XI. Pius pápa ezüst plakettel jutalmazta a „Szívünk miséje” verseskötetét
- 1939 XII. Pius pápa pápai kitüntetése
- 1941 Erdélyi- és a Bolgár hadiérem
- 1942 az MTA Wodiáner díja

## Művei
- 1911 Rettenthetetlen ólomkatona
- 1911 Harmatos virágok
- 1911 Karácsonyest a mennyországban
- Szívünk miséje
- Beszéd- és értelemgyakorlatok tanításának vezérkönyve a katolikus iskolák I.-II. osztályai számára